# 亀城町
亀城町（かめしろちょう）は、愛知県名古屋市瑞穂区の地名。現行行政地名は亀城町1丁目から亀城町6丁目。住居表示未実施地域。

## 地理
名古屋市瑞穂区北西部に位置する。西は堀田通、南は雁道町、北は御劔町に接する。

## 歴史

### 地名の由来
瑞穂町の旧字亀田・城ノ内の合成によるものとする説と、当地に存在した高田城の別名であるという亀城によるという説がある。

### 沿革
- 1931年（昭和6年）2月1日 - 南区瑞穂町字部田・中坪・太田・亀田・船原・池下・中ノ切・城ノ内・大辻・山五畑・神ノ内・高田の各一部により、同区亀城町1～6丁目として成立[1]。
- 1932年（昭和7年）9月1日 - 南区瑞穂町字中ノ切の一部を5丁目に編入[1]。
- 1937年（昭和12年）10月1日 - 行政区の変更に伴い、昭和区亀城町となる[9]。
- 1944年（昭和19年）2月11日 - 行政区の変更に伴い、瑞穂区亀城町となる[9]。

## 世帯数と人口
2019年（平成31年）3月1日現在の世帯数と人口は以下の通りである。
| 町丁   | 世帯数  | 人口    |
| ------ | ------- | ------- |
| 亀城町 | 554世帯 | 1,085人 |

### 人口の変遷
国勢調査による人口の推移
| 1950年（昭和25年） | 2,153人 | [ 10 ] |  |
| 1955年（昭和30年） | 2,537人 | [ 10 ] |  |
| 1960年（昭和35年） | 2,632人 | [ 11 ] |  |
| 1965年（昭和40年） | 2,746人 | [ 11 ] |  |
| 1970年（昭和45年） | 2,646人 | [ 12 ] |  |
| 1975年（昭和50年） | 2,133人 | [ 12 ] |  |
| 1980年（昭和55年） | 1,844人 | [ 13 ] |  |
| 1985年（昭和60年） | 1,634人 | [ 13 ] |  |
| 1990年（平成2年）  | 1,408人 | [ 14 ] |  |
| 1995年（平成7年）  | 1,287人 | [ 15 ] |  |
| 2000年（平成12年） | 1,216人 | [ 16 ] |  |
| 2005年（平成17年） | 1,162人 | [ 17 ] |  |
| 2010年（平成22年） | 1,144人 | [ 18 ] |  |

## 学区
市立小・中学校に通う場合、学校等は以下の通りとなる。また、公立高等学校に通う場合の学区は以下の通りとなる。
| 番・番地等 | 小学校               | 中学校                   | 高等学校 |
| ---------- | -------------------- | ------------------------ | -------- |
| 全域       | 名古屋市立御劔小学校 | 名古屋市立瑞穂ヶ丘中学校 | 尾張学区 |

## 施設
- 名古屋市立御劔小学校[7]北緯35度8分5.4秒 東経136度55分32.3秒 / 北緯35.134833度 東経136.925639度
- 信楽寺[7]
- 真言宗金竜寺[7]北緯35度8分12.3秒 東経136度55分31.3秒 / 北緯35.136750度 東経136.925361度

## 史蹟
- 高田城址[7]

## その他

### 日本郵便
- 郵便番号 : 467-0876[4]（集配局：瑞穂郵便局[21]）。